# Campeonato Ecuatoriano de Fútbol Femenino Serie A 2019
El Campeonato Ecuatoriano de Fútbol Femenino 2019, llamado oficialmente Liga de Fútbol Amateur Femenina Serie A 2019 fue la 6.ª edición de la Serie A Femenina Amateur del fútbol ecuatoriano. El torneo es organizado por la Comisión Nacional de Fútbol Aficionado, anexa a la Federación Ecuatoriana de Fútbol.

## Sistema de competición
El campeonato está conformado por 3 etapas:
En la primera etapa, los 16 equipos participantes se dividieron en 4 grupos de 4 equipos cada uno de acuerdo con su ubicación geográfica, jugando bajo el sistema de todos contra todos en partidos de ida. Los 2 mejores ubicados de cada grupo clasificarán a la segunda etapa.
En la segunda etapa los 8 equipos clasificados se dividieron en 2 grupos de 4 equipos cada uno de acuerdo con su ubicación geográfica, jugando bajo el sistema de todos contra todos en partidos de ida. Los 2 mejores ubicados de cada grupo clasificarán a la segunda etapa.
En la tercera y última etapa los 4 equipos clasificados jugarán bajo el sistema de todos contra todos en partidos de ida. Los 2 mejores ubicados clasificarán a la Superliga Femenina del 2020.

### Sistema de descenso
Los últimos de cada grupo descenderán automáticamente, más los dos peores terceros de todos los grupos. Total 6 equipo descenderá a la Serie B del 2020.

## Equipos participantes

### Relevo anual de Clubes
| Pos | Ascendidos a la Serie A Amateur   |
| --- | --------------------------------- |
| 1.a | Star Club (Campeón de la Serie B) |
| 2.a | Ñusta (Subcampeón de la Serie B)  |

| Pos | Descendidos a la Serie B                                     |
| --- | ------------------------------------------------------------ |
| 3.a | Talleres Emanuel (Penúltimo en el Cuadrangular del descenso) |
| 4.a | Siete de Febrero (Último en el Cuadrangular del descenso)    |

### Información de los equipos
| Equipo                 | Ciudad | Provincia                      |
| ---------------------- | --- | ------------------------------ |
| Alianza                | Guayaquil | Guayas                         |
| Cumandá                | [[Archivo:\|class=notpageimage noviewer\|20x20px\|border\|Bandera de Puyo]] Puyo                             | Pastaza                        |
| Deportivo Coca         | El Coca | Orellana                       |
| Japan Auto             | [[Archivo:\|class=notpageimage noviewer\|20x20px\|border\|Bandera de Santo Domingo (Ecuador)]] Santo Domingo | Santo Domingo de los Tsáchilas |
| J Tsachila             | [[Archivo:\|class=notpageimage noviewer\|20x20px\|border\|Bandera de Santo Domingo (Ecuador)]] Santo Domingo | Santo Domingo de los Tsáchilas |
| Las Palmas             | [[Archivo:\|class=notpageimage noviewer\|20x20px\|border\|Bandera de Santo Domingo (Ecuador)]] Santo Domingo | Santo Domingo de los Tsáchilas |
| Liga Deportiva Juvenil | [[Archivo:\|class=notpageimage noviewer\|20x20px\|border\|Bandera de Macas]] Macas                           | Morona Santiago                |
| Los Chavales           | Quevedo | Los Ríos                       |
| Nuevas Estrellas       | [[Archivo:\|class=notpageimage noviewer\|20x20px\|border\|Bandera de Esmeraldas (Ecuador)]] Esmeraldas       | Esmeraldas                     |
| Ñusta                  | Cuenca | Azuay                          |
| Pereira                | Daule | Guayas                         |
| San Miguel             | [[Archivo:\|class=notpageimage noviewer\|20x20px\|border\|Bandera de Ibarra]] Ibarra                         | Imbabura                       |
| Siete de Febrero       | [[Archivo:\|class=notpageimage noviewer\|20x20px\|border\|Bandera de Babahoyo]] Babahoyo                     | Los Ríos                       |
| Unión Española         | Guayaquil | Guayas                         |
| Star Club              | Riobamba | Chimborazo                     |
| Talleres Emanuel       | [[Archivo:\|class=notpageimage noviewer\|20x20px\|border\|Bandera de Santa Elena (Ecuador)]] Santa Elena     | Santa Elena                    |

### Equipos por ubicación geográfica
| Provincia                      | N.º | Equipos                                |
| ------------------------------ | --- | -------------------------------------- |
| Santo Domingo de los Tsáchilas | 3   | - Japan Auto - J Tsachila - Las Palmas |
| Guayas                         | 3   | - Alianza - Unión Española - Pereira   |
| Los Ríos                       | 2   | - Siete de Febrero - Los Chavales      |
| Azuay                          | 1   | - Ñusta                                |
| Chimborazo                     | 1   | - Star Club                            |
| Imbabura                       | 1   | - San Miguel                           |
| Esmeraldas                     | 1   | - Nuevas Estrellas                     |
| Morona Santiago                | 1   | - Liga Deportiva Juvenil               |
| Orellana                       | 1   | - Deportivo Coca                       |
| Pastaza                        | 1   | - Cumandá                              |
| Santa Elena                    | 1   | - Talleres Emanuel                     |

| Cumandá San Miguel Liga Deportiva Juvenil Los Chavales Alianza Unión Española Pereira Nuevas Estrellas Ñusta J Tsachila Japan Auto Las Palmas Deportivo Coca Siete de Febrero Star Club Talleres Emanuel |

## Primera Etapa

### Grupo A

#### Clasificación
| Pos. | Equipo                           | Pts. | PJ | G | E | P | GF | GC | Dif. |  |
| ---- | -------------------------------- | ---- | -- | - | - | - | -- | -- | ---- |  |
| 1    | Archivo:ALIANZA FLAG.png Alianza | 7    | 3  | 2 | 1 | 0 | 10 | 3  | +7   |  |
| 2    | Unión Española                   | 6    | 3  | 2 | 0 | 1 | 4  | 4  | 0    |  |
| 3    | Pereira                          | 4    | 3  | 1 | 1 | 1 | 8  | 6  | +2   |  |
| 4    | Talleres Emanuel                 | 0    | 3  | 0 | 0 | 3 | 2  | 11 | −9   |  |

Actualizado a los partidos jugados el 15 de diciembre de 2019.
 Fuente: CONFA
|  | Clasificados a la Segunda Etapa. |
|  | Descendió a la Serie B 2020      |

#### Evolución de la clasificación
| Equipo                           | 01 | 02 | 03 |
| -------------------------------- | -- | -- | -- |
| Archivo:ALIANZA FLAG.png Alianza | 2  | 1  | 1  |
| Unión Española                   | 1  | 2  | 2  |
| Pereira                          | 3  | 3  | 3  |
| Talleres Emanuel                 | 4  | 4  | 4  |

#### Resultados
| Fecha 1                  | Fecha 1        | Fecha 1   | Fecha 1          | Fecha 1 | Fecha 1                 | Fecha 1         | Fecha 1 | Fecha 1  |
|                          | Local          | Resultado | Visitante        |         | Estadio                 | Fecha           | Hora    | TV       |
| ------------------------ | -------------- | --------- | ---------------- | ------- | ----------------------- | --------------- | ------- | -------- |
| Archivo:ALIANZA FLAG.png | Alianza        | 2 - 2     | Pereira          |         | Parroquial de Pascuales | 13 de diciembre | 14:00   | No tiene |
|                          | Unión Española | 1 - 0     | Talleres Emanuel |         | Parroquial de Pascuales | 13 de diciembre | 16:00   | No tiene |

| Fecha 2                  | Fecha 2          | Fecha 2   | Fecha 2        | Fecha 2 | Fecha 2    | Fecha 2         | Fecha 2 | Fecha 2  |
|                          | Local            | Resultado | Visitante      |         | Estadio    | Fecha           | Hora    | TV       |
| ------------------------ | ---------------- | --------- | -------------- | ------- | ---------- | --------------- | ------- | -------- |
|                          | Talleres Emanuel | 1 - 5     | Pereira        |         | Los Daulis | 14 de diciembre | 11:00   | No tiene |
| Archivo:ALIANZA FLAG.png | Alianza          | 3 - 0     | Unión Española |         | Los Daulis | 14 de diciembre | 13:00   | No tiene |

| Fecha 3                  | Fecha 3 | Fecha 3   | Fecha 3          | Fecha 3 | Fecha 3    | Fecha 3         | Fecha 3 | Fecha 3  |
|                          | Local   | Resultado | Visitante        |         | Estadio    | Fecha           | Hora    | TV       |
| ------------------------ | ------- | --------- | ---------------- | ------- | ---------- | --------------- | ------- | -------- |
| Archivo:ALIANZA FLAG.png | Alianza | 5 - 1     | Talleres Emanuel |         | Los Daulis | 15 de diciembre | 14:00   | No tiene |
|                          | Pereira | 1 - 3     | Unión Española   |         | Los Daulis | 15 de diciembre | 16:00   | No tiene |

### Grupo B

#### Clasificación
| Pos. | Equipo           | Pts. | PJ | G | E | P | GF | GC | Dif. |  |
| ---- | ---------------- | ---- | -- | - | - | - | -- | -- | ---- |  |
| 1    | J Tsachila       | 9    | 3  | 3 | 0 | 0 | 22 | 0  | +22  |  |
| 2    | Las Palmas       | 4    | 3  | 1 | 1 | 1 | 3  | 8  | −5   |  |
| 3    | Nuevas Estrellas | 3    | 3  | 1 | 0 | 2 | 2  | 13 | −11  |  |
| 4    | Japan Auto       | 1    | 3  | 0 | 1 | 2 | 0  | 6  | −6   |  |

Actualizado a los partidos jugados el 15 de diciembre de 2019.
 Fuente: CONFA
|  | Clasificados a la Segunda Etapa.              |
|  | Descendió a la Serie B 2020 como peor tercero |
|  | Descendió a la Serie B 2020                   |

#### Evolución de la clasificación
| Equipo           | 01 | 02 | 03 |
| ---------------- | -- | -- | -- |
| J Tsachila       | 1  | 1  | 1  |
| Las Palmas       | 4  | 3  | 2  |
| Nuevas Estrellas | 2  | 2  | 3  |
| Japan Auto       | 3  | 4  | 4  |

#### Resultados
| Fecha 1 | Fecha 1    | Fecha 1   | Fecha 1          | Fecha 1 | Fecha 1             | Fecha 1         | Fecha 1 | Fecha 1  |
|         | Local      | Resultado | Visitante        |         | Estadio             | Fecha           | Hora    | TV       |
| ------- | ---------- | --------- | ---------------- | ------- | ------------------- | --------------- | ------- | -------- |
|         | J Tsachila | 7 - 0     | Las Palmas       |         | Complejo Japan Auto | 13 de diciembre | 14:00   | No tiene |
|         | Japan Auto | 0 - 1     | Nuevas Estrellas |         | Complejo Japan Auto | 13 de diciembre | 16:00   | No tiene |

| Fecha 2 | Fecha 2    | Fecha 2   | Fecha 2          | Fecha 2 | Fecha 2             | Fecha 2         | Fecha 2 | Fecha 2  |
|         | Local      | Resultado | Visitante        |         | Estadio             | Fecha           | Hora    | TV       |
| ------- | ---------- | --------- | ---------------- | ------- | ------------------- | --------------- | ------- | -------- |
|         | J Tsachila | 5 - 0     | Japan Auto       |         | Complejo Japan Auto | 14 de diciembre | 10:00   | No tiene |
|         | Las Palmas | 3 - 1     | Nuevas Estrellas |         | Complejo Japan Auto | 14 de diciembre | 12:00   | No tiene |

| Fecha 3 | Fecha 3    | Fecha 3   | Fecha 3          | Fecha 3 | Fecha 3             | Fecha 3         | Fecha 3 | Fecha 3  |
|         | Local      | Resultado | Visitante        |         | Estadio             | Fecha           | Hora    | TV       |
| ------- | ---------- | --------- | ---------------- | ------- | ------------------- | --------------- | ------- | -------- |
|         | J Tsachila | 10 - 0    | Nuevas Estrellas |         | Complejo Japan Auto | 15 de diciembre | 09:00   | No tiene |
|         | Las Palmas | 0 - 0     | Japan Auto       |         | Complejo Japan Auto | 15 de diciembre | 11:00   | No tiene |

### Grupo C

#### Clasificación
| Pos. | Equipo           | Pts. | PJ | G | E | P | GF | GC | Dif. |  |
| ---- | ---------------- | ---- | -- | - | - | - | -- | -- | ---- |  |
| 1    | Ñusta            | 7    | 3  | 2 | 1 | 0 | 5  | 1  | +4   |  |
| 2    | Siete de Febrero | 5    | 3  | 1 | 2 | 0 | 5  | 2  | +3   |  |
| 3    | Los Chavales     | 4    | 3  | 1 | 1 | 1 | 6  | 4  | +2   |  |
| 4    | Star Club        | 0    | 3  | 0 | 0 | 3 | 0  | 9  | −9   |  |

Actualizado a los partidos jugados el 15 de diciembre de 2019.
 Fuente: CONFA
|  | Clasificados a la Segunda Etapa.              |
|  | Descendió a la Serie B 2020 como peor tercero |
|  | Descendió a la Serie B 2020                   |

#### Evolución de la clasificación
| Equipo           | 01 | 02 | 03 |
| ---------------- | -- | -- | -- |
| Ñusta            | 1  | 1  | 1  |
| Siete de Febrero | 2  | 2  | 2  |
| Los Chavales     | 3  | 3  | 3  |
| Star Club        | 4  | 4  | 4  |

#### Resultados
| Fecha 1 | Fecha 1          | Fecha 1   | Fecha 1      | Fecha 1 | Fecha 1             | Fecha 1         | Fecha 1 | Fecha 1  |
|         | Local            | Resultado | Visitante    |         | Estadio             | Fecha           | Hora    | TV       |
| ------- | ---------------- | --------- | ------------ | ------- | ------------------- | --------------- | ------- | -------- |
|         | Ñusta            | 3 - 0     | Star Club    |         | Julio Salinas Rizzo | 13 de diciembre | 14:00   | No tiene |
|         | Siete de Febrero | 2 - 2     | Los Chavales |         | Julio Salinas Rizzo | 13 de diciembre | 16:00   | No tiene |

| Fecha 2 | Fecha 2          | Fecha 2   | Fecha 2      | Fecha 2 | Fecha 2             | Fecha 2         | Fecha 2 | Fecha 2  |
|         | Local            | Resultado | Visitante    |         | Estadio             | Fecha           | Hora    | TV       |
| ------- | ---------------- | --------- | ------------ | ------- | ------------------- | --------------- | ------- | -------- |
|         | Star Club        | 0 - 3     | Los Chavales |         | Julio Salinas Rizzo | 14 de diciembre | 11:00   | No tiene |
|         | Siete de Febrero | 0 - 0     | Ñusta        |         | Julio Salinas Rizzo | 14 de diciembre | 13:00   | No tiene |

| Fecha 3 | Fecha 3          | Fecha 3   | Fecha 3      | Fecha 3 | Fecha 3             | Fecha 3         | Fecha 3 | Fecha 3  |
|         | Local            | Resultado | Visitante    |         | Estadio             | Fecha           | Hora    | TV       |
| ------- | ---------------- | --------- | ------------ | ------- | ------------------- | --------------- | ------- | -------- |
|         | Ñusta            | 2 - 1     | Los Chavales |         | Julio Salinas Rizzo | 15 de diciembre | 10:00   | No tiene |
|         | Siete de Febrero | 3 - 0     | Star Club    |         | Julio Salinas Rizzo | 15 de diciembre | 12:00   | No tiene |

### Grupo D

#### Clasificación
| Pos. | Equipo                                      | Pts. | PJ | G | E | P | GF | GC | Dif. |  |
| ---- | ------------------------------------------- | ---- | -- | - | - | - | -- | -- | ---- |  |
| 1    | Archivo:LDJ FLAG.png Liga Deportiva Juvenil | 6    | 3  | 2 | 0 | 1 | 10 | 4  | +6   |  |
| 2    | San Miguel                                  | 6    | 3  | 2 | 0 | 1 | 8  | 6  | +2   |  |
| 3    | Cumandá                                     | 6    | 3  | 2 | 0 | 1 | 7  | 6  | +1   |  |
| 4    | Deportivo Coca                              | 0    | 3  | 0 | 0 | 3 | 0  | 9  | −9   |  |

Actualizado a los partidos jugados el 15 de diciembre de 2019.
 Fuente: CONFA
|  | Clasificados a la Segunda Etapa. |
|  | Descendió a la Serie B 2020      |

#### Evolución de la clasificación
| Equipo                                      | 01 | 02 | 03 |
| ------------------------------------------- | -- | -- | -- |
| Archivo:LDJ FLAG.png Liga Deportiva Juvenil | 2  | 2  | 1  |
| San Miguel                                  | 1  | 1  | 2  |
| Cumandá                                     | 4  | 3  | 3  |
| Deportivo Coca                              | 3  | 4  | 4  |

#### Resultados
| Fecha 1 | Fecha 1        | Fecha 1   | Fecha 1                | Fecha 1              | Fecha 1        | Fecha 1     | Fecha 1 | Fecha 1  |
|         | Local          | Resultado | Visitante              |                      | Estadio        | Fecha       | Hora    | TV       |
| ------- | -------------- | --------- | ---------------------- | -------------------- | -------------- | ----------- | ------- | -------- |
|         | San Miguel     | 4 - 1     | Cumandá                |                      | Tito Navarrete | 26 de abril | 14:00   | No tiene |
|         | Deportivo Coca | 0 - 3     | Liga Deportiva Juvenil | Archivo:LDJ FLAG.png | Tito Navarrete | 26 de abril | 16:00   | No tiene |

| Fecha 2              | Fecha 2                | Fecha 2   | Fecha 2    | Fecha 2 | Fecha 2        | Fecha 2         | Fecha 2 | Fecha 2  |
|                      | Local                  | Resultado | Visitante  |         | Estadio        | Fecha           | Hora    | TV       |
| -------------------- | ---------------------- | --------- | ---------- | ------- | -------------- | --------------- | ------- | -------- |
|                      | Deportivo Coca         | 0 - 3     | San Miguel |         | Tito Navarrete | 14 de diciembre | 14:00   | No tiene |
| Archivo:LDJ FLAG.png | Liga Deportiva Juvenil | 2 - 3     | Cumandá    |         | Tito Navarrete | 14 de diciembre | 16:00   | No tiene |

| Fecha 3              | Fecha 3                | Fecha 3   | Fecha 3    | Fecha 3 | Fecha 3        | Fecha 3         | Fecha 3 | Fecha 3  |
|                      | Local                  | Resultado | Visitante  |         | Estadio        | Fecha           | Hora    | TV       |
| -------------------- | ---------------------- | --------- | ---------- | ------- | -------------- | --------------- | ------- | -------- |
|                      | Deportivo Coca         | 0 - 3     | Cumandá    |         | Tito Navarrete | 15 de diciembre | 09:00   | No tiene |
| Archivo:LDJ FLAG.png | Liga Deportiva Juvenil | 5 - 1     | San Miguel |         | Tito Navarrete | 15 de diciembre | 11:00   | No tiene |

## Segunda Etapa

### Grupo A

#### Clasificación
| Pos. | Equipo                           | Pts. | PJ | G | E | P | GF | GC | Dif. |  |
| ---- | -------------------------------- | ---- | -- | - | - | - | -- | -- | ---- |  |
| 1    | Siete de Febrero                 | 6    | 3  | 2 | 0 | 1 | 5  | 4  | +1   |  |
| 2    | Archivo:ALIANZA FLAG.png Alianza | 4    | 3  | 1 | 1 | 1 | 3  | 3  | 0    |  |
| 3    | Unión Española                   | 4    | 3  | 1 | 1 | 1 | 2  | 2  | 0    |  |
| 4    | Ñusta                            | 2    | 3  | 0 | 2 | 1 | 1  | 2  | −1   |  |

Actualizado a los partidos jugados el 15 de diciembre de 2019.
 Fuente: CONFA
|  | Clasificados a la Tercera Etapa. |

#### Evolución de la clasificación
| Equipo                           | 01 | 02 | 03 |
| -------------------------------- | -- | -- | -- |
| Siete de Febrero                 | 1  | 1  | 1  |
| Archivo:ALIANZA FLAG.png Alianza | 2  | 3  | 2  |
| Unión Española                   | 4  | 2  | 3  |
| Ñusta                            | 3  | 4  | 4  |

#### Resultados
| Fecha 1                  | Fecha 1          | Fecha 1   | Fecha 1        | Fecha 1 | Fecha 1             | Fecha 1         | Fecha 1 | Fecha 1  |
|                          | Local            | Resultado | Visitante      |         | Estadio             | Fecha           | Hora    | TV       |
| ------------------------ | ---------------- | --------- | -------------- | ------- | ------------------- | --------------- | ------- | -------- |
| Archivo:ALIANZA FLAG.png | Alianza          | 0 - 0     | Ñusta          |         | Julio Salinas Rizzo | 13 de diciembre | 14:00   | No tiene |
|                          | Siete de Febrero | 2 - 0     | Unión Española |         | Julio Salinas Rizzo | 13 de diciembre | 16:00   | No tiene |

| Fecha 2 | Fecha 2          | Fecha 2   | Fecha 2   | Fecha 2                  | Fecha 2             | Fecha 2         | Fecha 2 | Fecha 2  |
|         | Local            | Resultado | Visitante |                          | Estadio             | Fecha           | Hora    | TV       |
| ------- | ---------------- | --------- | --------- | ------------------------ | ------------------- | --------------- | ------- | -------- |
|         | Unión Española   | 2 - 0     | Alianza   | Archivo:ALIANZA FLAG.png | Julio Salinas Rizzo | 14 de diciembre | 11:00   | No tiene |
|         | Siete de Febrero | 2 - 1     | Ñusta     |                          | Julio Salinas Rizzo | 14 de diciembre | 13:00   | No tiene |

| Fecha 3                  | Fecha 3        | Fecha 3   | Fecha 3          | Fecha 3 | Fecha 3             | Fecha 3         | Fecha 3 | Fecha 3  |
|                          | Local          | Resultado | Visitante        |         | Estadio             | Fecha           | Hora    | TV       |
| ------------------------ | -------------- | --------- | ---------------- | ------- | ------------------- | --------------- | ------- | -------- |
|                          | Unión Española | 0 - 0     | Ñusta            |         | Julio Salinas Rizzo | 15 de diciembre | 10:00   | No tiene |
| Archivo:ALIANZA FLAG.png | Alianza        | 3 - 1     | Siete de Febrero |         | Julio Salinas Rizzo | 15 de diciembre | 12:00   | No tiene |

### Grupo B

#### Clasificación
| Pos. | Equipo                                      | Pts. | PJ | G | E | P | GF | GC | Dif. |  |
| ---- | ------------------------------------------- | ---- | -- | - | - | - | -- | -- | ---- |  |
| 1    | San Miguel                                  | 7    | 3  | 2 | 1 | 0 | 22 | 1  | +21  |  |
| 2    | Archivo:LDJ FLAG.png Liga Deportiva Juvenil | 7    | 3  | 2 | 1 | 0 | 20 | 3  | +17  |  |
| 3    | J Tsachila                                  | 0    | 2  | 0 | 0 | 2 | 1  | 16 | −15  |  |
| 4    | Las Palmas                                  | 0    | 2  | 0 | 0 | 2 | 1  | 24 | −23  |  |

Actualizado a los partidos jugados el 29 de diciembre de 2019.
 Fuente: CONFA
|  | Clasificados a la Tercera Etapa. |

#### Evolución de la clasificación
| Equipo                                      | 01 | 02 | 03 |
| ------------------------------------------- | -- | -- | -- |
| San Miguel                                  | 1  | 1  | 1  |
| Archivo:LDJ FLAG.png Liga Deportiva Juvenil | 2  | 2  | 2  |
| J Tsachila                                  | 3  | 3  | 3  |
| Las Palmas                                  | 4  | 4  | 4  |

#### Resultados
| Fecha 1                       | Fecha 1                | Fecha 1   | Fecha 1    | Fecha 1 | Fecha 1        | Fecha 1         | Fecha 1 | Fecha 1  |
|                               | Local                  | Resultado | Visitante  |         | Estadio        | Fecha           | Hora    | TV       |
| ----------------------------- | ---------------------- | --------- | ---------- | ------- | -------------- | --------------- | ------- | -------- |
| Archivo:7 de febrero FLAG.png | Siete de Febrero       | 14 - 0    | Las Palmas |         | Tito Navarrete | 27 de diciembre | 14:00   | No tiene |
| Archivo:LDJ FLAG.png          | Liga Deportiva Juvenil | 9 - 1     | J Tsachila |         | Tito Navarrete | 27 de diciembre | 16:00   | No tiene |

| Fecha 2              | Fecha 2                | Fecha 2   | Fecha 2    | Fecha 2 | Fecha 2        | Fecha 2         | Fecha 2 | Fecha 2  |
|                      | Local                  | Resultado | Visitante  |         | Estadio        | Fecha           | Hora    | TV       |
| -------------------- | ---------------------- | --------- | ---------- | ------- | -------------- | --------------- | ------- | -------- |
|                      | J Tsachila             | 0 - 7     | San Miguel |         | Tito Navarrete | 28 de diciembre | 14:00   | No tiene |
| Archivo:LDJ FLAG.png | Liga Deportiva Juvenil | 10 - 1    | Las Palmas |         | Tito Navarrete | 28 de diciembre | 16:00   | No tiene |

| Fecha 3              | Fecha 3                | Fecha 3   | Fecha 3    | Fecha 3 | Fecha 3        | Fecha 3         | Fecha 3   | Fecha 3   |
|                      | Local                  | Resultado | Visitante  |         | Estadio        | Fecha           | Hora      | TV        |
| -------------------- | ---------------------- | --------- | ---------- | ------- | -------------- | --------------- | --------- | --------- |
| Archivo:LDJ FLAG.png | Liga Deportiva Juvenil | 1 - 1     | San Miguel |         | Tito Navarrete | 29 de diciembre | 11:00     | No tiene  |
|                      | J Tsachila             | -         | Las Palmas |         | Cancelado      | Cancelado       | Cancelado | Cancelado |

## Tercera Etapa

### Clasificación
| Pos. | Equipo                                      | Pts. | PJ | G | E | P | GF | GC | Dif. |  |
| ---- | ------------------------------------------- | ---- | -- | - | - | - | -- | -- | ---- |  |
| 1    | Archivo:LDJ FLAG.png Liga Deportiva Juvenil | 7    | 3  | 2 | 1 | 0 | 10 | 3  | +7   |  |
| 2    | San Miguel                                  | 7    | 3  | 2 | 1 | 0 | 8  | 1  | +7   |  |
| 3    | Siete de Febrero                            | 3    | 3  | 1 | 0 | 2 | 4  | 12 | −8   |  |
| 4    | Archivo:ALIANZA FLAG.png Alianza            | 0    | 3  | 0 | 0 | 3 | 3  | 9  | −6   |  |

Actualizado a los partidos jugados el 12 de enero de 2020.
 Fuente: CONFA
|  | Ascienden a la Súperliga Femenina 2020. |

### Evolución de la clasificación
| Equipo                                      | 01 | 02 | 03 |
| ------------------------------------------- | -- | -- | -- |
| San Miguel                                  |    |    | 1  |
| Archivo:LDJ FLAG.png Liga Deportiva Juvenil |    |    | 2  |
| Siete de Febrero                            |    |    | 3  |
| Archivo:ALIANZA FLAG.png Alianza            |    |    | 4  |

### Resultados
| Fecha 1              | Fecha 1                | Fecha 1   | Fecha 1    | Fecha 1                  | Fecha 1        | Fecha 1         | Fecha 1 | Fecha 1  |
|                      | Local                  | Resultado | Visitante  |                          | Estadio        | Fecha           | Hora    | TV       |
| -------------------- | ---------------------- | --------- | ---------- | ------------------------ | -------------- | --------------- | ------- | -------- |
|                      | Siete de Febrero       | 3 - 0     | Alianza    | Archivo:ALIANZA FLAG.png | Tito Navarrete | 27 de diciembre | 14:00   | No tiene |
| Archivo:LDJ FLAG.png | Liga Deportiva Juvenil | 0 - 0     | San Miguel |                          | Tito Navarrete | 27 de diciembre | 16:00   | LDJTV    |

| Fecha 2              | Fecha 2                | Fecha 2   | Fecha 2          | Fecha 2                  | Fecha 2        | Fecha 2         | Fecha 2 | Fecha 2           |
|                      | Local                  | Resultado | Visitante        |                          | Estadio        | Fecha           | Hora    | TV                |
| -------------------- | ---------------------- | --------- | ---------------- | ------------------------ | -------------- | --------------- | ------- | ----------------- |
|                      | San Miguel             | 6 - 0     | Siete de Febrero |                          | Tito Navarrete | 28 de diciembre | 14:00   | Tribuna Deportiva |
| Archivo:LDJ FLAG.png | Liga Deportiva Juvenil | 4 - 2     | Alianza          | Archivo:ALIANZA FLAG.png | Tito Navarrete | 28 de diciembre | 16:00   | LDJTV             |

| Fecha 3              | Fecha 3                | Fecha 3   | Fecha 3          | Fecha 3                  | Fecha 3        | Fecha 3         | Fecha 3 | Fecha 3           |
|                      | Local                  | Resultado | Visitante        |                          | Estadio        | Fecha           | Hora    | TV                |
| -------------------- | ---------------------- | --------- | ---------------- | ------------------------ | -------------- | --------------- | ------- | ----------------- |
|                      | San Miguel             | 2 - 1     | Alianza          | Archivo:ALIANZA FLAG.png | Tito Navarrete | 15 de diciembre | 08:00   | Tribuna Deportiva |
| Archivo:LDJ FLAG.png | Liga Deportiva Juvenil | 6 - 1     | Siete de Febrero |                          | Tito Navarrete | 15 de diciembre | 10:00   | LDJTV             |

| Archivo:LDJ FLAG.png                      |
| Liga Deportiva Juvenil Campeón 1.° Título |

## Estadísticas

### Máximas goleadoras
|    | Jugador           | Equipo                 |    |
| -- | ----------------- | ---------------------- | -- |
| 1. | Milagros Barahona | San Miguel             | 13 |
| 2. | Mayra Rosales     | Liga Deportiva Juvenil | 7  |
| 3. | Nayely Bolaños    | Liga Deportiva Juvenil | 5  |
| 4. | Danna Pesantez    | Liga Deportiva Juvenil | 4  |
| 5. | Carina Caicedo    | Liga Deportiva Juvenil | 3  |
| 6. | Sandy Congo       | San Miguel             | 2  |
| 7. | Casandra Chala    | San Miguel             | 1  |
| 8. | Julia Mayancha    | Cumandá                | 1  |